# Округ Пери (Мисисипи)
Округ Пери (енгл. Perry County) је округ у америчкој савезној држави Мисисипи.

## Демографија
По попису из 2010. године број становника је 12.250, што је 112 (0,9%) становника више него 2000. године.
| Група             | 2000.         | 2010.         |
| Белци             | 9.194 (75,7%) | 9.514 (77,7%) |
| Афроамериканци    | 2.742 (22,6%) | 2.451 (20,0%) |
| Азијати           | 14 (0,1%)     | 22 (0,2%)     |
| Хиспаноамериканци | 122 (1,0%)    | 119 (1,0%)    |
| Укупно            | 12.138        | 12.250        |